# Absatzkette
Die Absatzkette (auch Handelskette, Vertriebskette oder Distributionskette) ist der Weg der Handelswaren von der Produktion zum Verbraucher über die einzelnen Handelsstufen. Pendant in der Industrie ist die Produktionskette, in der Distributionslogistik die Lieferkette.

## Allgemeines
Die Absatzkette ist ein Teil der Distributionslogistik und der Distributionspolitik. Sie umfasst alle grundlegenden unternehmerischen Entscheidungen, die den Absatz (Verkauf) von Waren, Dienstleistungen und Rechten betreffen. Je nach Wahl der Absatzmittler gibt es für die einzelnen Produkte verschiedene Absatzwege.

## Rechtsfragen
Die Absatzkette wird im Recht als Lieferkette bezeichnet. Der Einzelhändler bzw. derjenige, der direkt an den Verbraucher leistet, darf die Gewährleistung weder einschränken noch ausschließen und muss daher für Mängel zwingend einstehen, selbst wenn er sie nicht verursacht hat. Dies sieht § 478 Abs. 2 BGB (in Österreich: § 933b ABGB) als besonderes Rückgriffsrecht vor.
Ein Unternehmer, der einem Verbraucher Gewähr geleistet hat, kann, auch wenn die eigene Gewährleistung bereits verfristet ist, noch seinen Vormann in der Absatzkette in Anspruch nehmen. Der Regressanspruch muss binnen zwei Monaten ab Erfüllung der eigenen Gewährleistung geltend gemacht werden, er gilt innerhalb der gesamten Absatzkette gegenüber dem jeweiligen Vormann.
Für jedes Glied in der Kette gilt eine absolute Verjährungsfrist der Regresspflicht von fünf Jahren seit Erbringung der eigenen Leistung.
Der Endverbraucher bezieht Verbrauchs- und Handelswaren nicht zum Zweck des Weiterverkaufs, sondern ausschließlich zum eigenen Verbrauch.
Als Verbrauch wird der Konsum aller benötigten Güter wie z. B. Strom, Erdgas, Erdöl, Benzin, Lebensmittel und Kleidung sowie die Inanspruchnahme von öffentlichen und privaten Dienstleistern bezeichnet.